# Tagelus subteres
Tagelus subteres är en musselart som först beskrevs av Conrad 1837.  Tagelus subteres ingår i släktet Tagelus och familjen Solecurtidae. Inga underarter finns listade i Catalogue of Life.